# Robert Olsson
Carl Robert "Slägga" Olsson (ur. 14 marca 1883 w Göteborgu, zm. 21 lipca 1954) – szwedzki lekkoatleta.

## Kariera
Trzykrotnie brał udział w igrzyskach olimpijskich. Na igrzyskach w 1908 roku brał udział w konkursie rzutu młotem, na igrzyskach w 1912 roku zajął 4. miejsce w finale konkursu rzutu młotem, natomiast na igrzyskach w 1920 roku wystąpił w konkursie rzutu młotem (odpadł w eliminacjach, zajął 10. miejsce w grupie) oraz w konkursie rzutu ciężarem (również odpadł w eliminacjach, zajął w swej grupie 12. miejsce) w konkursie rzutu ciężarem.